# Tigra (equipo ciclista)
El equipo Tigra fue un equipo ciclista suizo de ciclismo en ruta que compitió profesionalmente de 1950 a 1969. militaron ciclistas como Louis Pfenninger, Joseph Groussard o Rolf Maurer.

## Principales resultados
- Tour de Valclusa: Raoul Rémy (1951)
- Campeonato de Zúrich: Max Schellenberg (1955), Robert Hagmann (1967)
- Giro del Mendrisiotto: Robert Hintermüller (1962)

### En las grandes vueltas
- Giro de Italia
  - 0 participaciones

- Tour de Francia
  - 0 participaciones

- Vuelta en España
  - 0 participaciones